# I liga urugwajska w piłce nożnej (1910)
I liga urugwajska w piłce nożnej (1910) - mistrzostwa Urugwaju w roku 1910 były mistrzostwami rozgrywanymi według systemu, w którym wszystkie kluby rozgrywały ze sobą mecze każdy z każdym u siebie i na wyjeździe, a o tytule mistrza i dalszej kolejności decydowała końcowa tabela. Ponieważ z ligi spadł jeden klub, a na jego miejsce nikt nie awansował, liga zmniejszyła się z 9 do 8 klubów.
- Mistrz Urugwaju 1910: River Plate FC Montevideo
- Wicemistrz Urugwaju 1910: CURCC Montevideo
- Spadek do drugiej ligi: French Montevideo
- Awans z drugiej ligi: nikt nie awansował

## Primera División

### Końcowa tabela sezonu 1910
| Poz | Klub                      | Mecze | Zw | Rem | Por | Pkt | BrZd | BrStr |
| --- | ------------------------- | ----- | -- | --- | --- | --- | ---- | ----- |
| 1   | River Plate FC Montevideo | 16    | 11 | 4   | 1   | 26  | 33   | 10    |
| 2   | CURCC Montevideo          | 16    | 10 | 4   | 2   | 24  | 32   | 12    |
| 3   | Club Nacional de Football | 16    | 10 | 2   | 4   | 22  | 32   | 14    |
| 4   | Montevideo Wanderers      | 16    | 9  | 2   | 5   | 20  | 24   | 15    |
| 5   | Central Montevideo        | 16    | 6  | 4   | 6   | 16  | 17   | 24    |
| 6   | Dublín Montevideo         | 16    | 4  | 4   | 8   | 12  | 20   | 26    |
| 7   | Libertad Montevideo       | 16    | 4  | 4   | 8   | 12  | 17   | 23    |
| 8   | Bristol Montevideo        | 16    | 3  | 1   | 12  | 7   | 16   | 44    |
| 9   | French Montevideo         | 16    | 2  | 1   | 13  | 5   | 15   | 38    |